# Karl-Erik Bender
Karl-Erik Bender (folkbokförd Karl Erik Vilhelm Bender), född 13 april 1934 i Edsvära, Västra Götalands län, död 9 januari 2022 i samma ort, var en svensk affärsman, entreprenör och hästuppfödare.

## Biografi
Karl-Erik Bender växte upp i den lilla byn Edsvära, utanför Vara i Västra Götalands län. Där drev hans föräldrar jordbruk, med tillhörande lanthandel, där Karl-Erik hans bror Arne tidigt fick hjälpa till. Bröderna tog senare över lanthandeln, och för att få fler kunder byggde Karl-Erik en varubuss, i vilken han åkte ut till kunder, och ökade omsättningen.
Karl-Erik Bender köpte sedermera en takpannemaskin tillsammans med sin pappa och bror, och startade 1960 företaget Benders. Benders blev efter fyra år den största takpannefabriken i Sverige. Idag ligger huvudkontoret kvar i Edsvära.

### Framgångsrika travhästar
Bender har även startat ett av Sveriges mest framgångsrika travstall, Stall & Stuteri Palema, som ingår i koncernen Benders. Stuteriets mest vinstrika uppfödningar är Gidde Palema (27 Mkr) och Torvald Palema (26,7 Mkr), och de är tillsammans de två mest vinstrika svenskfödda hingstarna genom tiderna i Sverige. Båda hästarna har även vunnit Sveriges största travlopp, Elitloppet (2004 respektive 2009).
Varje häst som föds upp i stuteriet får efternamnet Palema, och som förnamn har man använt namn ur Benders familjekrets. Även anställda på Benders har fått låna namn åt fölen. Karl-Erik Bender har själv vunnit ett trettiotal travlopp som kusk.
Företaget Benders har under flera år varit huvudsponsor till Elitloppet på Solvalla. Inför 2014 års Elitlopp hoppade Benders av som huvudsponsor, på grund av att negativa ord hade uttalats om deras hästar i TV.
Bender var även nära vän till travkusken Åke Svanstedt som hade sin träningsverksamhet på Bjertorps gård utanför Vara 2001–2013. Tillsammans med Svanstedt köpte Bender en träningsanläggning för travhästar i USA. Anläggningen Palema Trotting ligger i Vero Beach, Florida.